# イマームホセイン大学
イマームホセイン大学（ペルシア語: دانشگاه امام حسین）イラン、テヘランの大学。同大学は1986年に開校。同大学には工学、科学学部、社会科学、軍事科学の学部が置かれている。